# Den apostoliska traditionen
Den apostoliska traditionen (lat. Traditio apostolica) är en skrift, av de flesta forskare tidigare tillskriven Hippolytos, från 200-talets första hälft som tar upp ämnen som hur kyrkolivet, gudstjänster och sakrament ska vara utformade. Dokumentet skrevs på grekiska. Det finns inte bevarat i original utan endast i senare översättningar och bearbetningar på olika språk.
Skriften ger en rad exempel på yrken som är förbjudna för kristna och som måste avvisas hos katekumenerna, dvs. dem som undervisas i kristen tro före sitt dop. Exempel på sådana yrken är prostituerad, gladiator och även soldat, vilket antyder drag av pacifism inom fornkyrkan.
”Den som är soldat och står under befäl får inte döda någon. Om han får order att döda, skall han inte utföra den, och han får inte avlägga soldated. Om han inte är beredd till detta, skall han avvisas [från dop]. Den som har rätt att utdöma dödsstraff och den som är stadsmagistrat och bär purpurklädnaden skall lämna sin post eller avvisas. De katekumener eller troende som vill bli soldater skall av